# Albéric II de Nordgau
Albéric II de Nordgau (780-816) fut le 7e comte de Nordgau.

## Ascendance
Il est le fils du comte Eberhard Ier et d'Edeline de Luneville.

## Biographie
Il épouse Alpaïs de Maasgau, fille bâtarde de l'empereur Louis Ier et de Theudeline de Maasgau.
De ce mariage est issu Eberhard II de Nordgau.
Il ne régnera sur le comté de Nordgau qu'au cours de l'année 816.

## Généalogie
- Etichon-Adalric d'Alsace
  - Adalbert d'Alsace
    - Luitfrid Ier d'Alsace
      - Rhutard de Nordgau

  - Etichon II de Nordgau
    - Albéric Ier de Nordgau
      - Eberhard Ier de Nordgau
        - Albéric II de Nordgau
          - Eberhard II de Nordgau
            - Eberhard III de Nordgau
              - Hugues Ier de Nordgau
                - Eberhard IV de Nordgau
                  - Hugues II de Nordgau
                  - Eberhard V de Nordgau
                    - Hugues IV de Nordgau
                      - Hugues VI de Nordgau
                        - Henri Ier de Dabo
                          - Hugues VII de Dabo
                          - Albert Ier de Dabo
                            - Henri-Hugues VIII de Dabo
                              - Hugues II de Metz
                                - Albert II de Dabo-Moha

## Sources
- « ALSACE », sur fmg.ac (consulté le 29 septembre 2022).